# PO-Corrèze
Le PO-Corrèze ou POC est un réseau de chemin de fer à voie métrique, disparu, établi dans le département de la Corrèze. Il fut concédé à la Compagnie du Chemin de fer de Paris à Orléans (P.O.), et construit par la Société de construction des Batignolles. Le centre du réseau était situé à Tulle.

Il constituait avec le Chemin de fer du Blanc-Argent et la ligne de Blois à Saint-Aignan-sur-Cher, le réseau à voie métrique du P.O.
Il existait trois lignes :
- Tulle - Seilhac - Uzerche vers le nord ;
- Tulle - Argentat vers le sud ;
- Seilhac - Treignac vers l'est.

Ce réseau fonctionnait parallèlement à un autre réseau métrique local, celui des Tramways de la Corrèze.

## Histoire
La loi du 17 juillet 1879 (dite plan Freycinet) portant classement de 181 lignes de chemin de fer dans le réseau des chemins de fer d’intérêt général retient en no 100, une ligne « d'Uzerche à Aurillac, par ou près Tulle et Argentat ».
Les lignes d'Uzerche à Tulle et de « Tulle à Aurillac » sont concédées à titre éventuel à la Compagnie du chemin de fer de Paris à Orléans par une convention signée entre le ministre des Travaux publics et la compagnie le 17 juin 1892. L'article 2 de la convention prévoit qu'elles seront construites à voie métrique. Cette convention est approuvée par une loi le 20 mars 1893. Le 30 janvier 1897 les lignes d'Uzerche à Tulle, de la ligne précédente à Treignac et de Tulle à Argentat sont déclarées d'utilité publique par une loi qui rend leur concession définitive.
La Compagnie du chemin de fer de Paris à Orléans reçoit la concession à titre définitif d'une ligne d'Argentat à Salers par une convention signée entre le ministre des Travaux publics et la compagnie le 20 février 1913. La convention prévoit l'emploi de la voie métrique pour sa réalisation. La convention prévoit aussi l'annulation de la concession de la section d'Argentat à Aurillac de la ligne de Tulle à Aurillac. Cette convention est approuvée par une loi le 7 juillet 1913, qui déclare en même temps la ligne d'Argentat à Salers d'utilité publique. Cette ligne n'est pas construite et est déclassée par une loi le 30 novembre 1941.
L'ensemble des lignes a été ouvert en 1904 et fermé le 3 novembre 1969 au trafic voyageur et le 31 mai 1970, à celui des marchandises.
Le réseau du POC avait été concédé au titre de l'intérêt général. Il était complété par le réseau départemental, d'intérêt local des Tramways de la Corrèze (TC), auquel il  était raccordé en gare de Saint-Bonnet-Avalouze. À partir de cette station, les TC empruntaient la voie du POC jusqu'à Tulle.
La traction à vapeur a été utilisée durant toute la durée de l'exploitation. La traction diesel est apparue dans les années 1930, pour le service voyageur sous forme d'autorails, et en 1962 pour les trains de marchandises.
L'ensemble des lignes est déclassé par décret le 14 janvier 1972.
Le POC fut le dernier réseau à voie métrique de France à avoir été fermé d'un seul bloc.

## Tracé

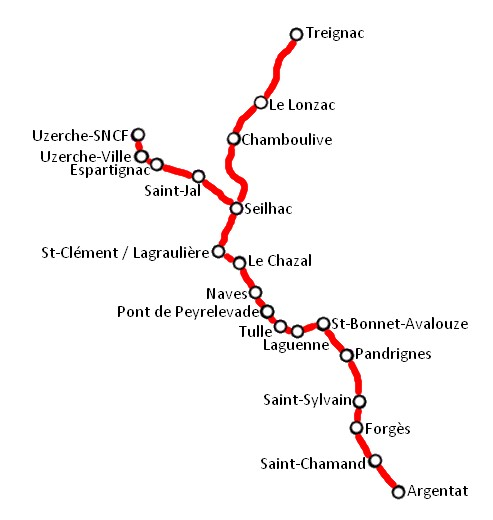

La voie était entièrement tracée en site propre, sur plate forme indépendante. Le profil difficile des lignes a nécessité la construction de nombreux ouvrages d'art.

### Les Lignes

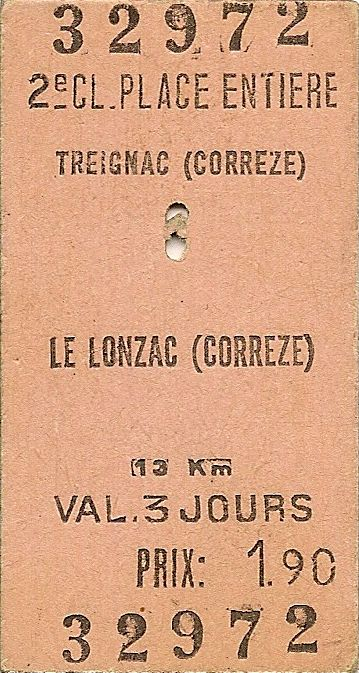
Titre de transport de 2e classe entre Treignac et Le Lonzac.

Ligne Tulle - Argentat (33,600 km)
- Tulle
- Laguenne
- Saint-Bonnet-Avalouze
- Pandrignes - Saint Paul
- Saint-Sylvain
- Forgès
- Saint-Chamant
- Argentat

Ligne Tulle - Uzerche (31,927 km)
- Tulle
- Naves
- Saint Clément - Lagraulière
- Seilhac
- Saint-Jal
- Uzerche

Ligne Seilhac-Treignac (29,074 km)
- Seilhac
- Chamboulive
- Le Lonzac
- Affieux
- Treignac

### Les gares
Le centre du réseau était situé à Tulle, où se trouvait la gare principale ainsi que le dépôt et les ateliers, les emprises de la gare étaient partagées avec la SNCF.

La gare d'Uzerche, était également commune au grand réseau.

La gare de Seilhac sur la ligne d'Uzerche, était une gare de jonction avec la ligne de Treignac.

Les bâtiments étaient construits dans le style de la compagnie d'Orléans, avec un BV (bâtiment voyageur) accolé à la halle marchandise. Le quai était équipé d'un abri.

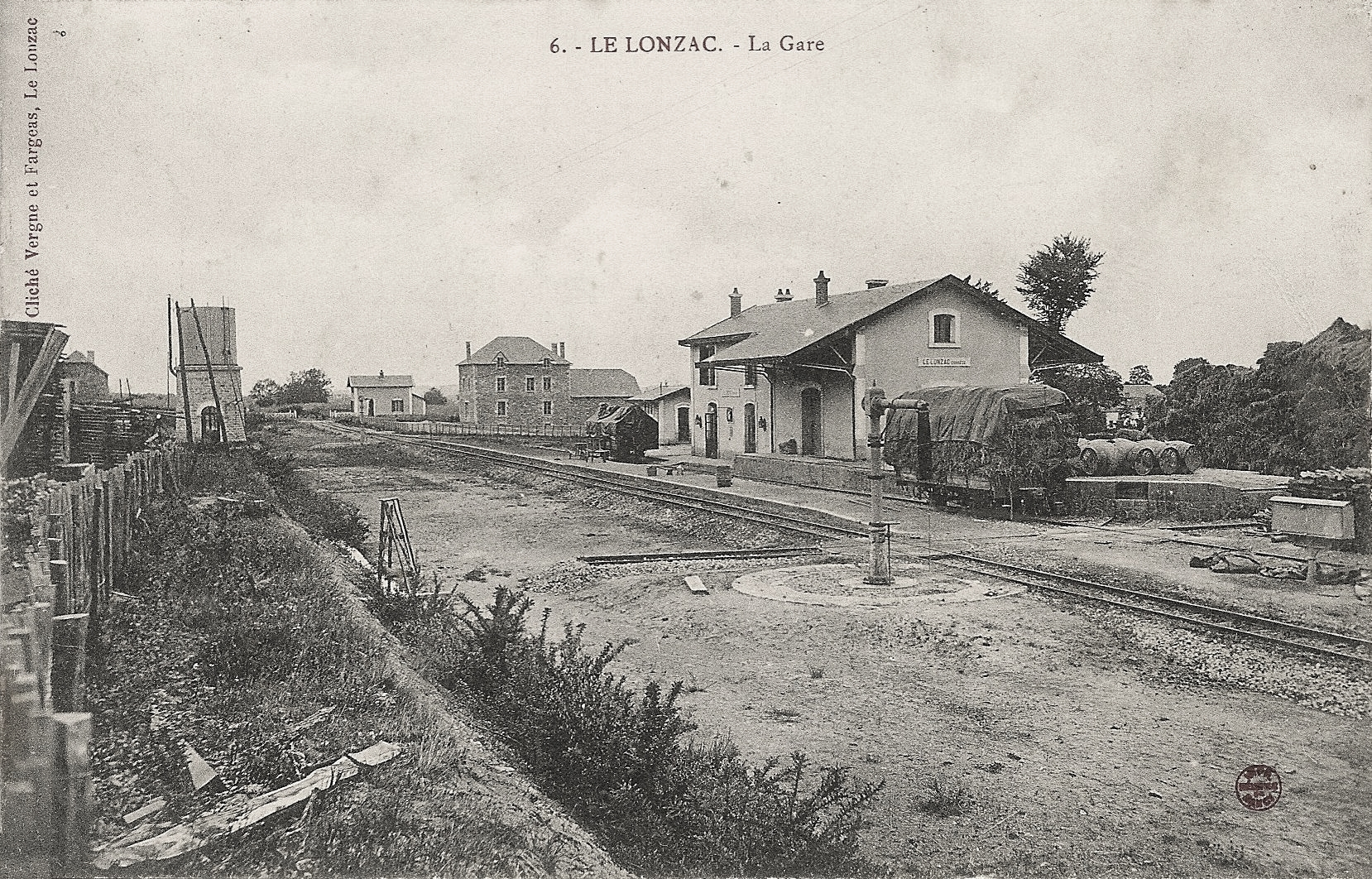
La gare du Lonzac au début de l'exploitation du POC.
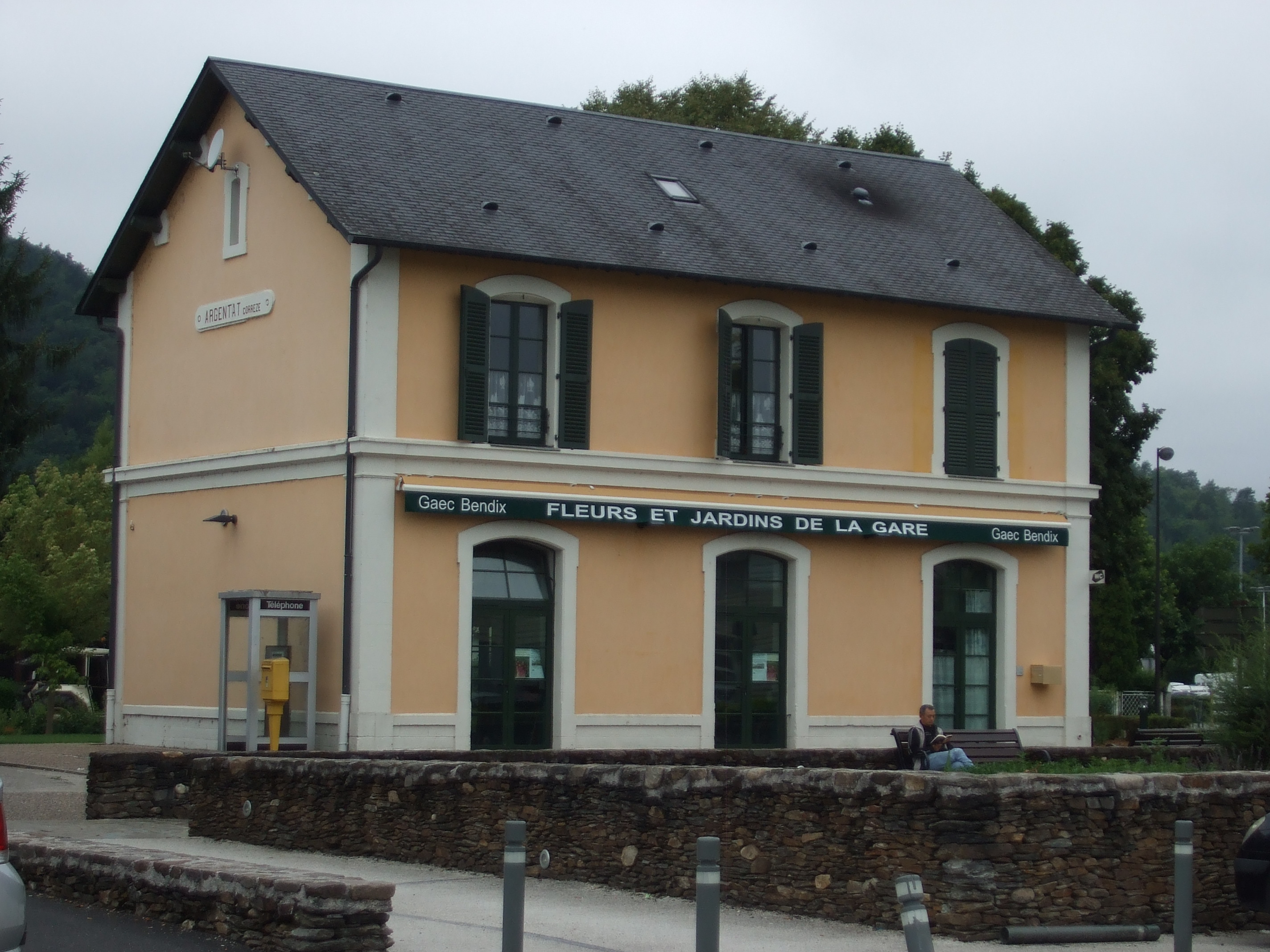
La gare d'Argentat.
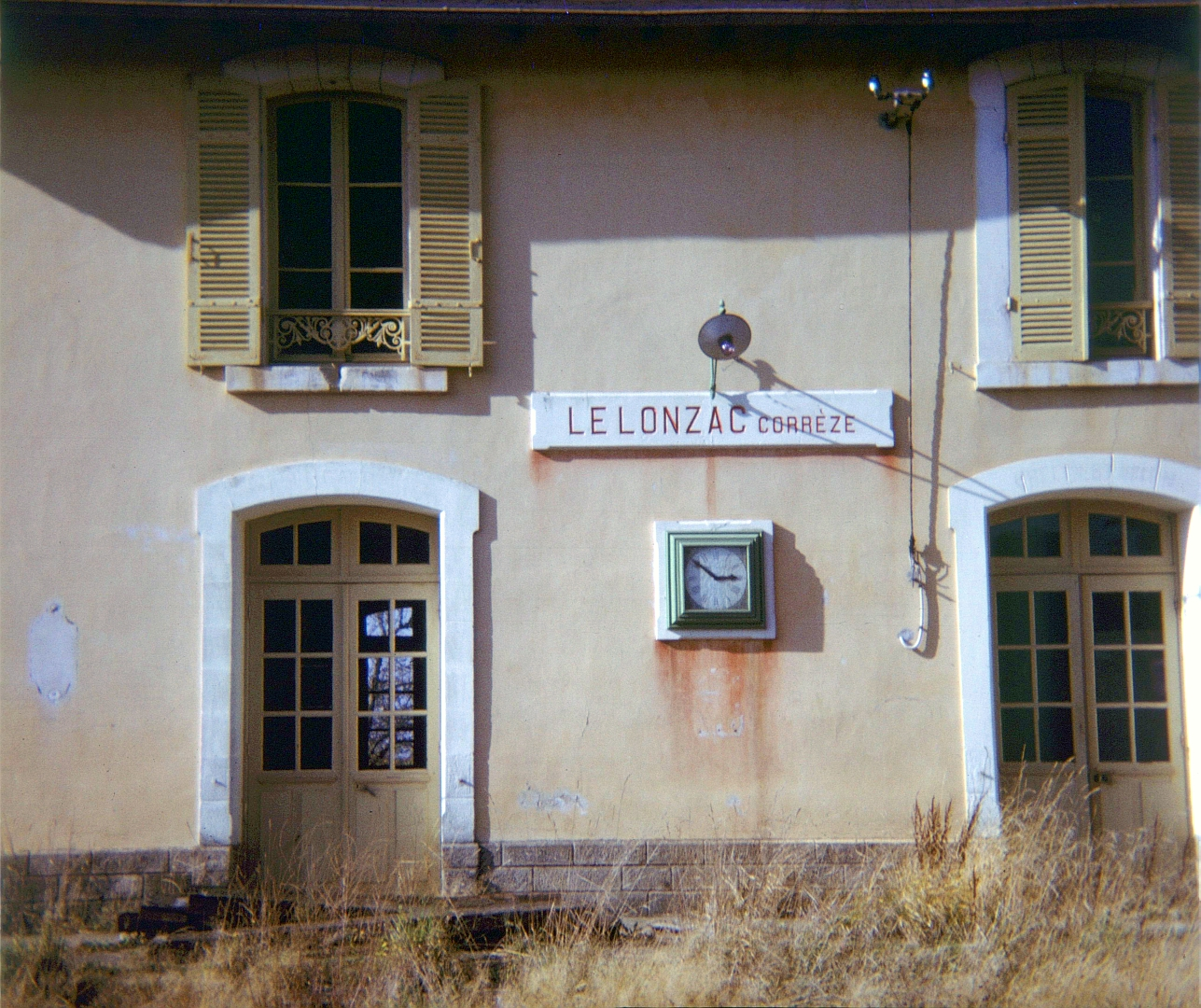
Ancien bâtiment voyageurs de la gare du Lonzac.
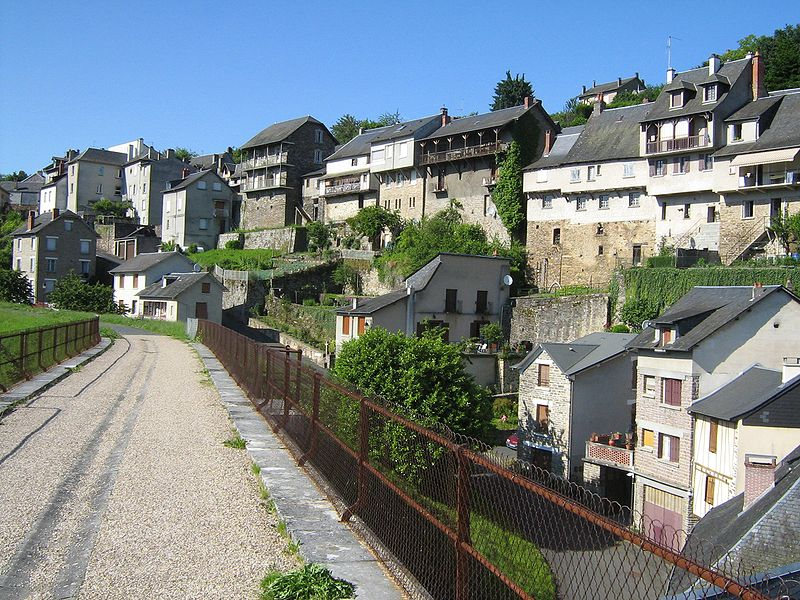
Plate-forme de la voie sur le viaduc d'Uzerche.
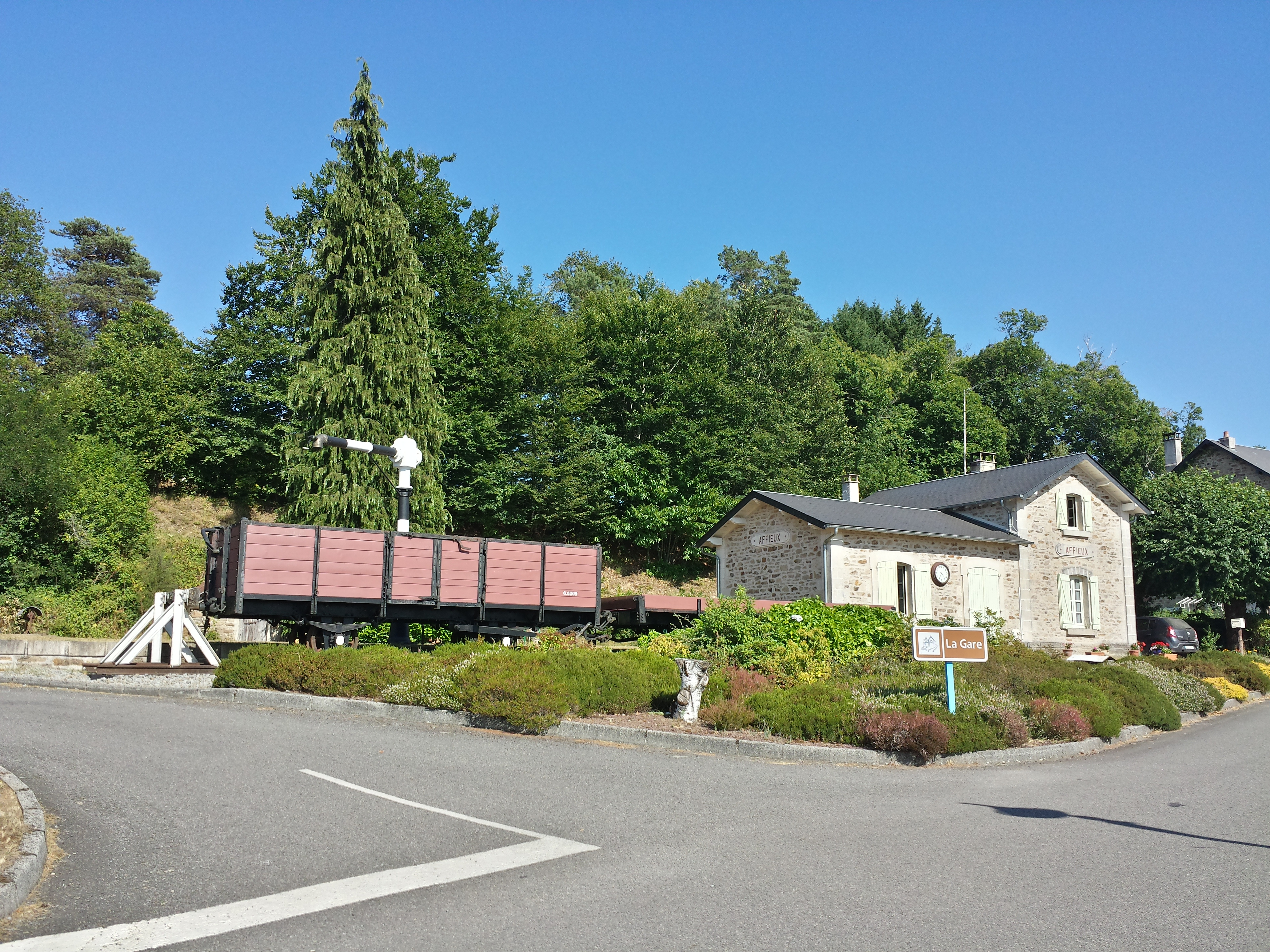
La gare d'Affieux.
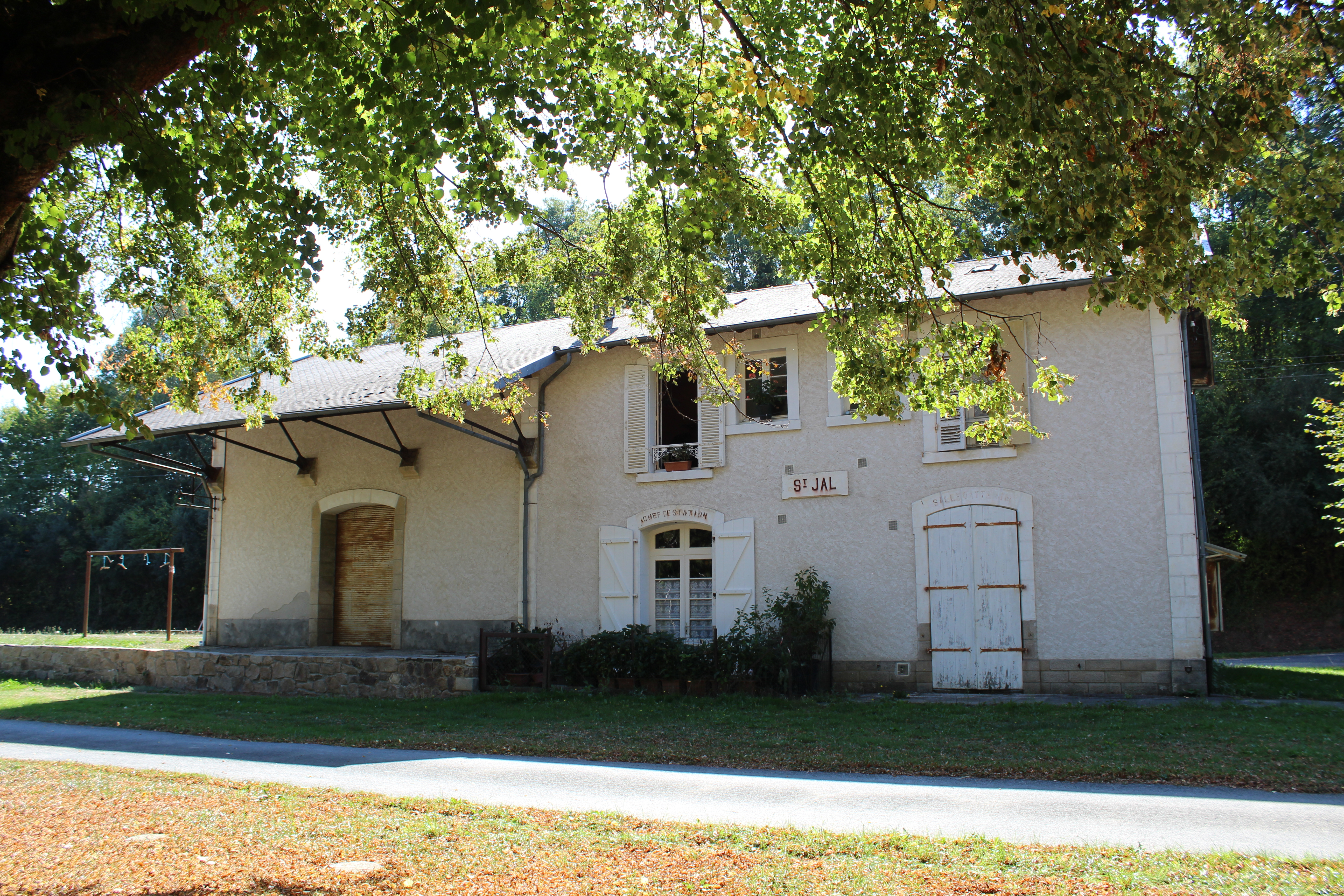
La gare de Saint-Jal.
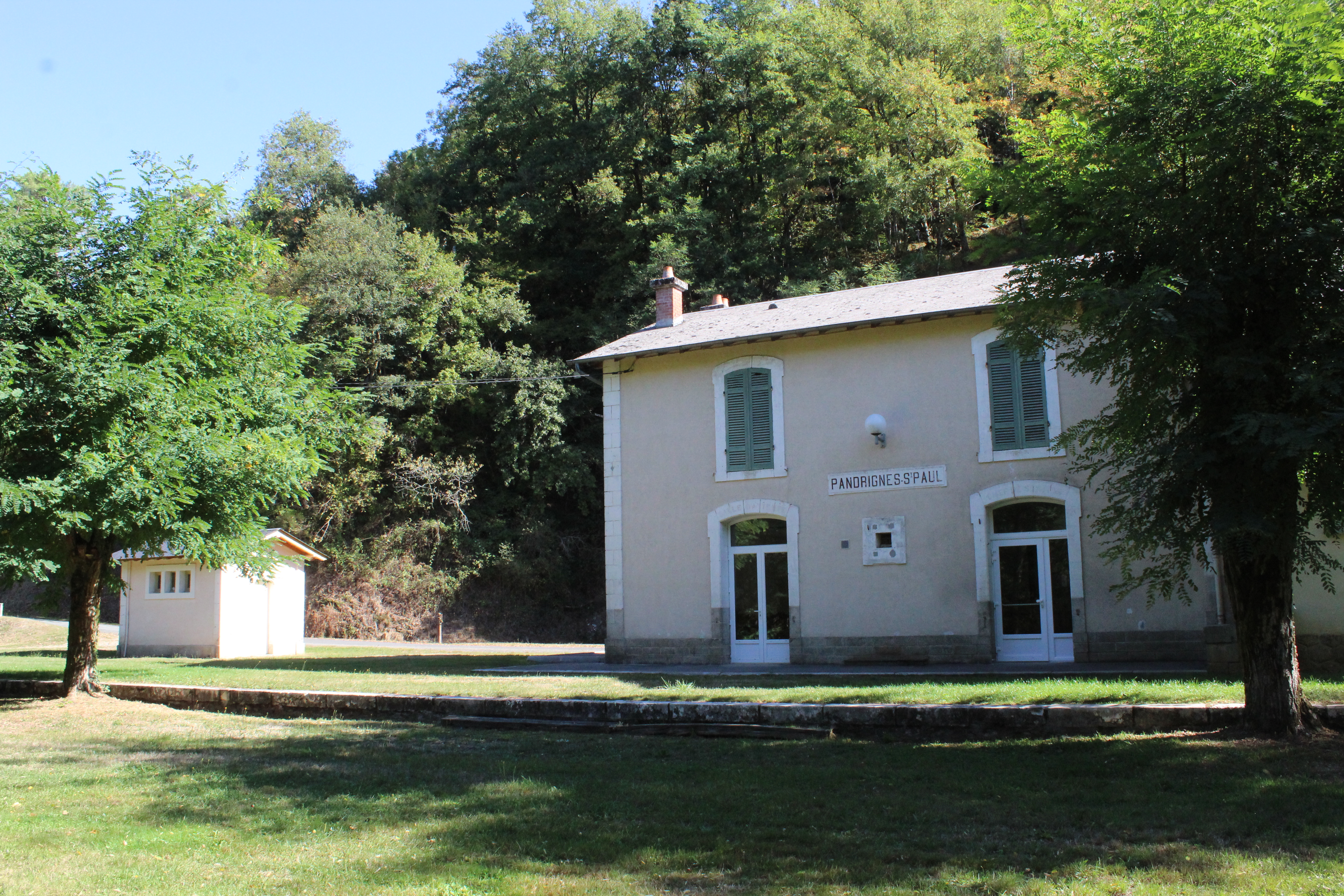
La gare de Pandrignes-Saint-Paul.

### Les ouvrages d'art
Ligne Tulle - Uzerche

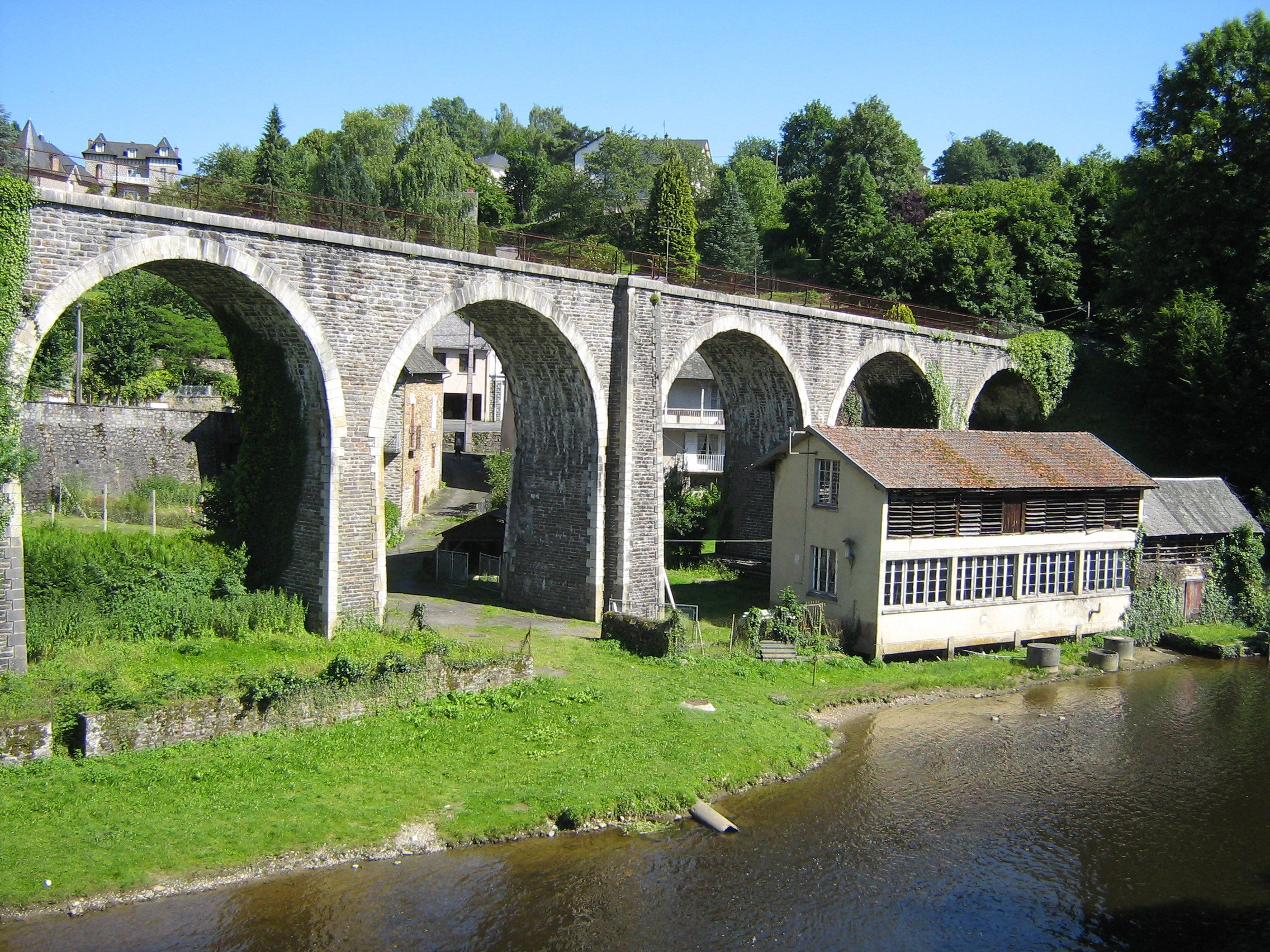
Le viaduc d'Uzerche sur lequel passaient les trains

- Viaduc de 7 arches de 10m d'ouverture, franchissant la Céronne longueur : 94 mètres
- Viaduc de 5 arches de 8,5m d'ouverture, franchissant la Céronne longueur : 62 mètres
- Viaduc de 5 arches de 10m d'ouverture, franchissant la Céronne longueur :75 mètres
- Viaduc de 4 arches de 10m d'ouverture, franchissant la Vézère : longueur : 55 mètres
- Viaduc de 11 arches de 10 mètres d'ouverture et une de 12 mètres, franchissant le GC3, longueur 152 mètres
- Tunnel de Tulle 80 mètres
- Tunnel de Puy l'Évêque, 60 mètres
- Tunnel de Sainte Eulalie, 98 mètres

Ligne Tulle - Argentat
- Pont métallique de 22 mètres d'ouverture, franchissant la  Corrèze
- Viaduc de 4 arches de 10 mètres d'ouverture, franchissant la Corrèze longueur 56 mètres
- Tunnel de Pandrignes, longueur 1378 mètres

Ligne Seilhac - Treignacaucun ouvrage d'art.

## Le matériel roulant

### Locomotives à vapeur

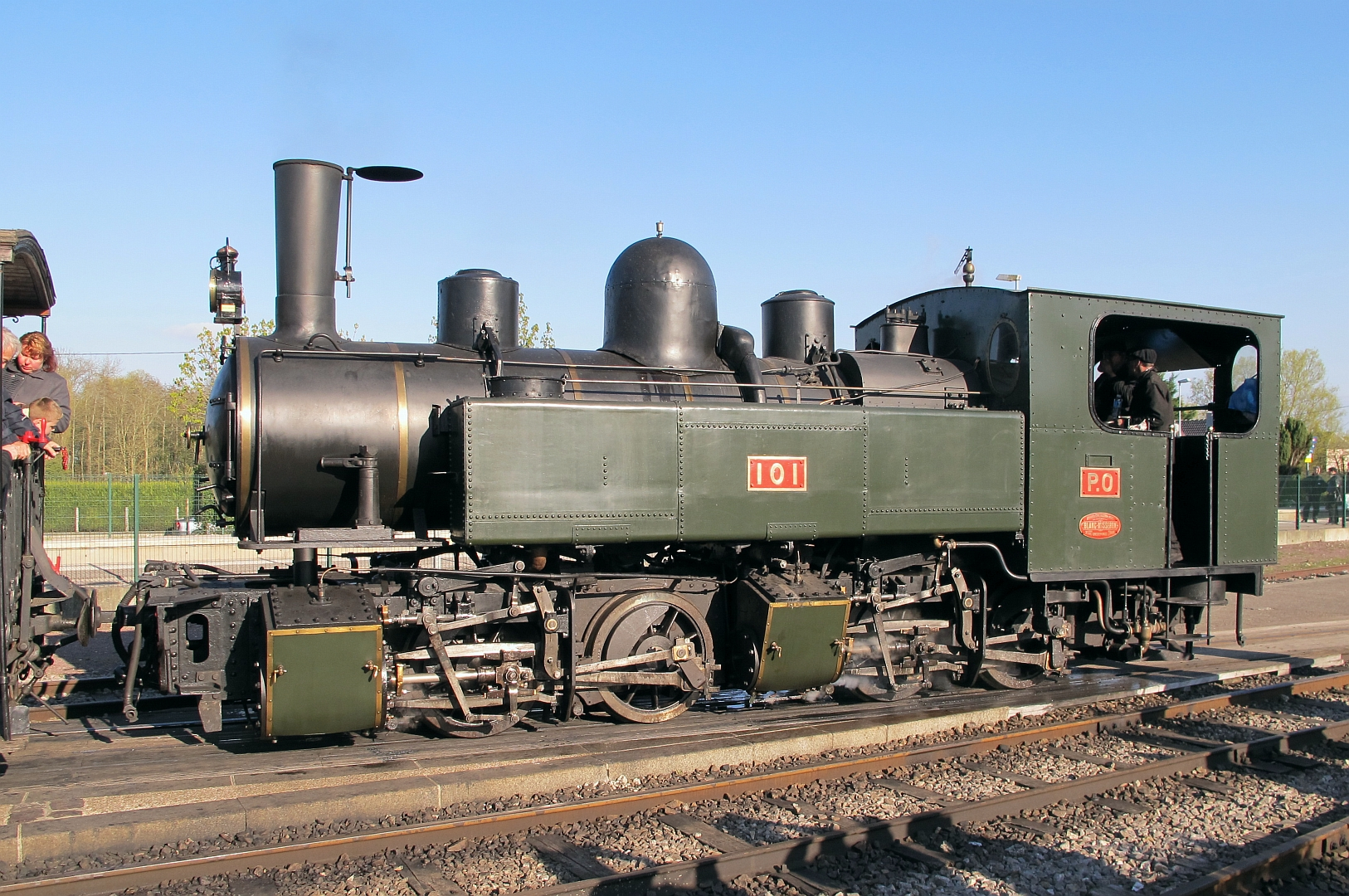
La Mallet 101 préservée sur les Voies ferrées du Velay.

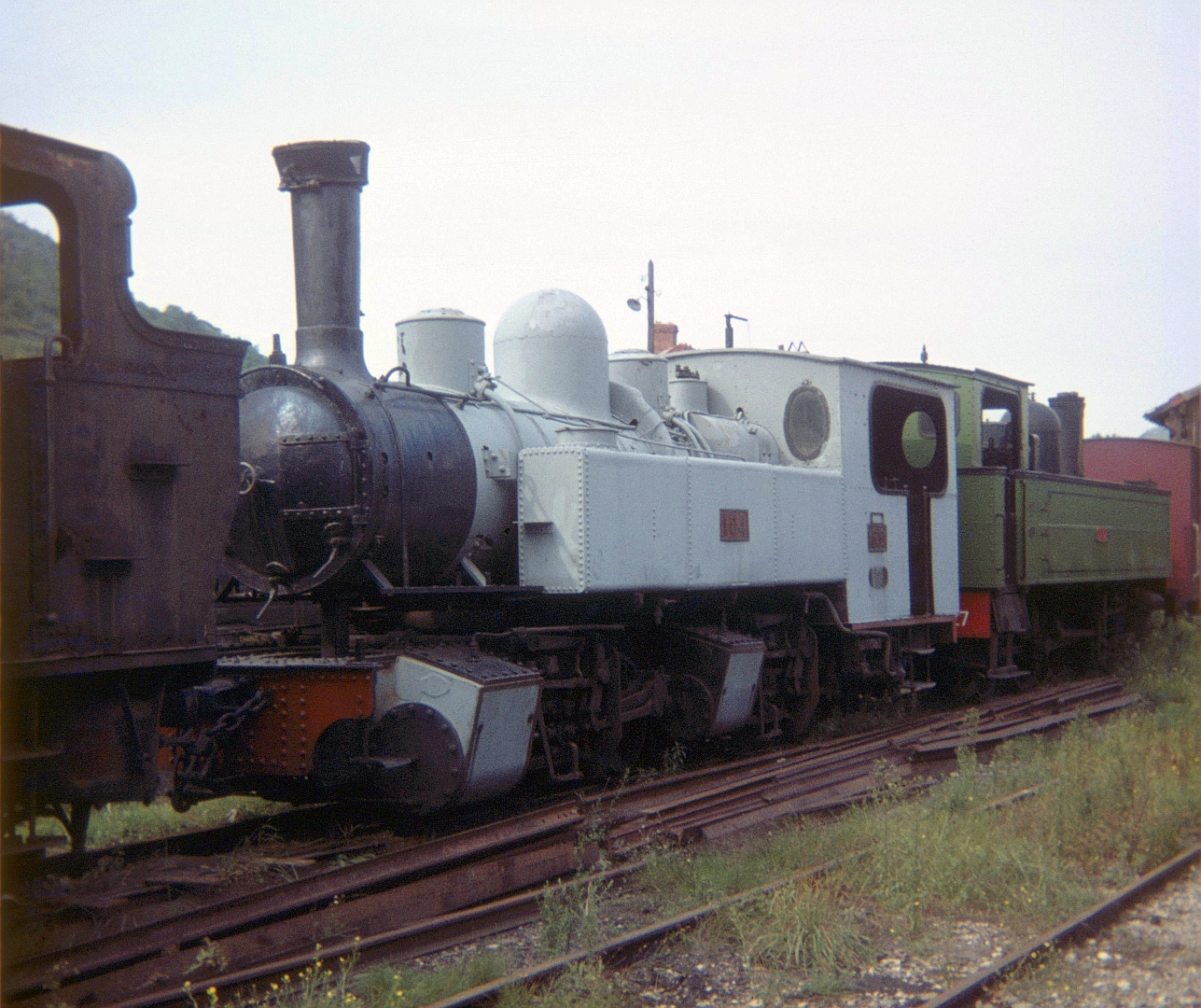
Locomotive Mallet 104 préservée au chemin de fer du Vivarais

Les dix premières locomotives livrées à l'ouverture du réseau étaient du type 120 T.
- no 61 à 70, construites par la  Société de construction des Batignolles

| locomotive | constructeur (n°construction) | année | observations                                 |
| 61         | Batignolles (1471)            | 1903  |                                              |
| 62         | Batignolles (1472)            | 1903  |                                              |
| 63         | Batignolles (1473)            | 1903  | détachée au Blanc-Argent de 1947 à 1954      |
| 64         | Batignolles (1474)            | 1903  | détachée au Meusien de 1914 à 1919           |
| 65         | Batignolles (1475)            | 1903  |                                              |
| 66         | Batignolles (1476)            | 1903  | détachée au Meusien de 1914 à 1919           |
| 67         | Batignolles (1477)            | 1903  | détachée au Meusien de 1914 à 1919           |
| 68         | Batignolles (1478)            | 1903  | détachée au Meusien de 1914 à 1919           |
| 69         | Batignolles (1479)            | 1903  | louée au réseau de la Limagne de 1911 à 1918 |
| 70         | Batignolles (1480)            | 1903  | détachée au Meusien de 1914 à 1919           |

En 1906 furent livrées quatre locomotives tender du type Mallet 020+020 T.
- no 101 à 104, construites par les Ateliers du Nord de la France Blanc-Misseron.

| locomotive | constructeur (n°construction) | année | observations                           |
| 101        | Blanc-Misseron (337)          | 1906  | préservée par la FACS au Velay Express |
| 102        | Blanc Misseron (338)          | 1906  |                                        |
| 103        | Blanc-Misseron (339)          | 1906  | détachée au Meusien de 1916 à 1919     |
| 104        | Blanc-Misseron (340)          | 1906  | préservée par la SGVA                  |

### Locomotives diésel

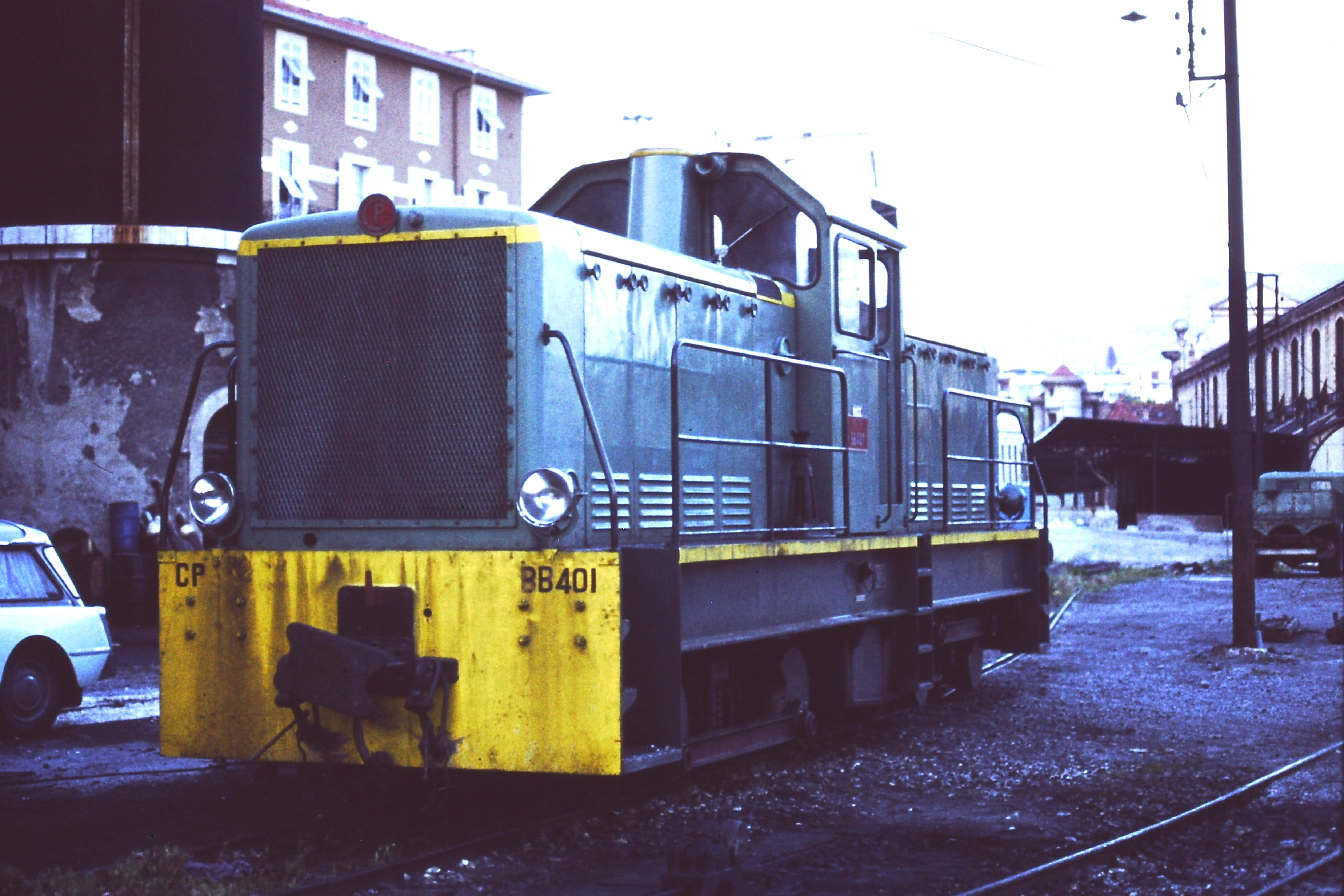
Le BB 401 ex-POC en 1976, muté sur les Chemins de fer de Provence.

- Deux tracteurs de type BB numérotés 401 et 402, d'une masse de 40 tonnes en ordre de marche pour puissance de 414 ch, construits par les ateliers CFD de Montmirail et livrés en décembre 1962.

### Autorails

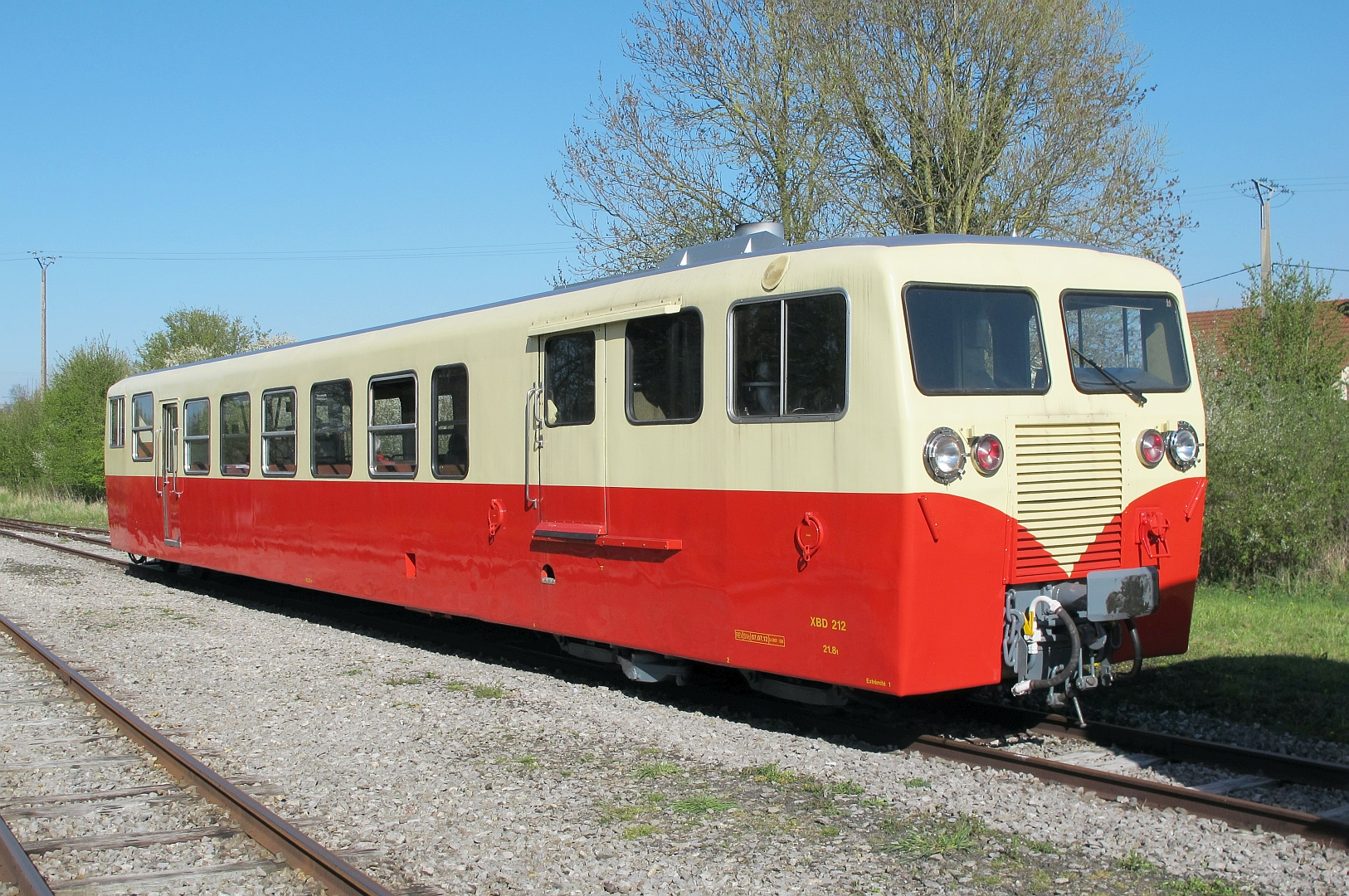
L'autorail Verney X 212 préservé sur le Chemin de fer de la baie de Somme.

- X 211 et X 212, type X 210, construit par Verney en 1951 et accompagnés de la remorque Verney XR 701 livrée la même année.

### Matériel remorqué

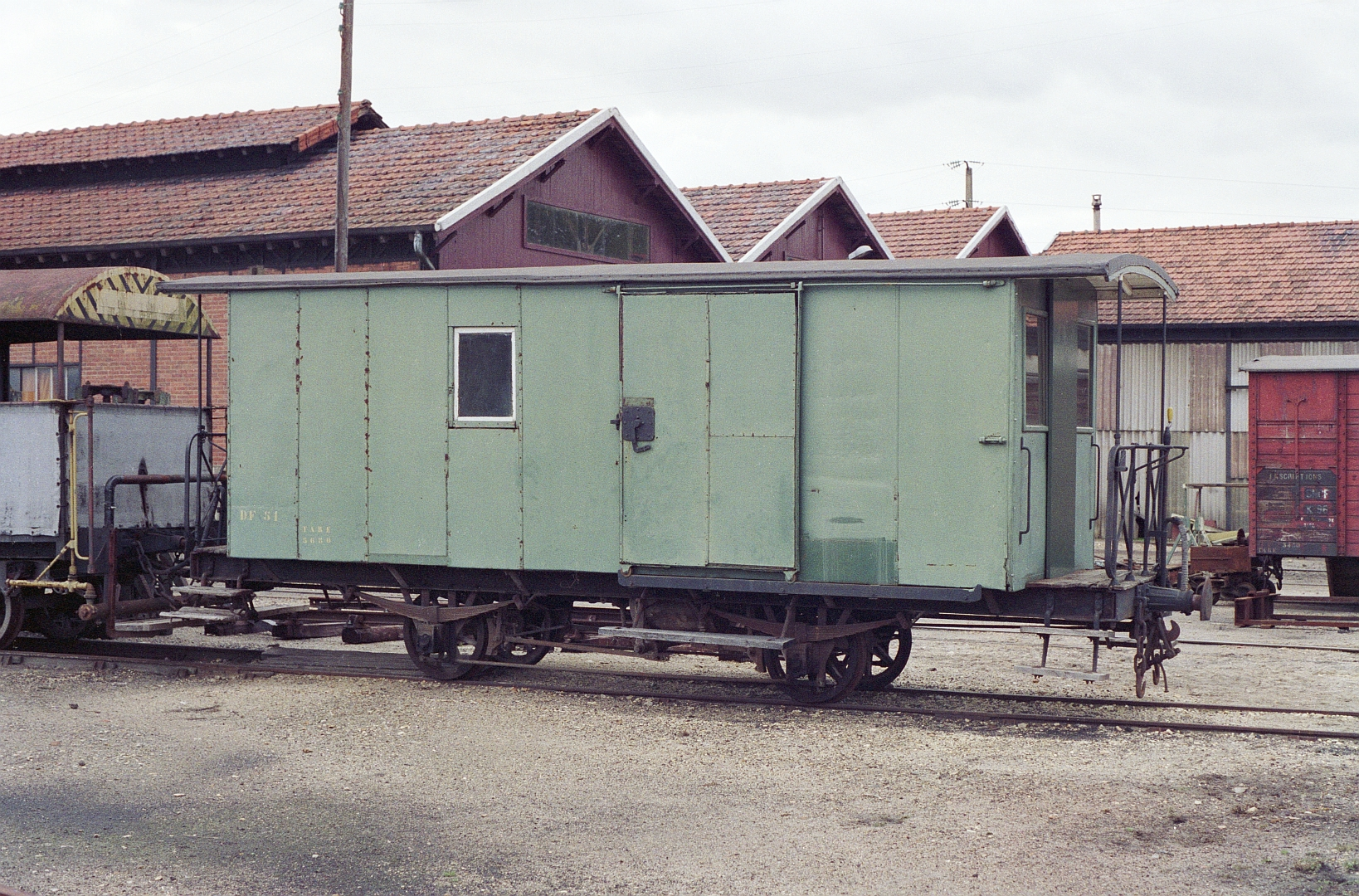
Le fourgon Df 51 alors en service sur le Chemin de fer du Blanc-Argent.

Voitures voyageurs 30 unités (voitures à deux essieux et plateformes extrêmes)
- 1 voiture salon:

— AC2f 1
- 11 voitures de 1re et 2e classe, 28 places:

— AC3 2 à 10
— AC3f 11 à 12
- 18 voitures de 3e classe, 39 places:

— AC4f 21 à 38
Fourgons à bagages pour trains de voyageurs: 9 unités,
— DPf 51 à 59
Matériel marchandise 152 unités (wagons couverts, plats et tombereaux)
- K   96-100, poids 5,5t, 1904, couverts
- K  101-125, poids 5,5t, 1904, couverts, la série K 101 à 125 a circulé sur le Meusien (1917-18)
- Kf 126-140, poids 6t, 1906, couverts freinés
- Kf 141-150, poids 6t, 1908, couverts freinés
- I 201-225, poids 5t, 1904, tombereaux
- I 226-230, poids 5t, 1908, tombereaux
- I 231-245, poids 5t, 1925, tombereaux
- HH 301-320, poids 4t, 1904, plats
- HHf 321-35, poids 4t, 1904, plats freinés
- HHf 336-50, poids 4t, 1912, plats freinés
- HH 351-56, poids 4t, 1904, plats
- L 401-402, poids 4t, 1904, plats traverse mobile

## Matériel complémentaire
Un certain nombre de véhicules ont complété le parc.
- des autorails De Dion-Bouton provenant du réseau des tramways de l'Ain, no 51 à 56
- une locomotive Mallet type 030-030 no 41, provenant du Chemin de fer du Blanc-Argent, arrivée sur le POC le 5 novembre 1946 et envoyée sur le réseau breton le 2 juillet 1953.
- des autorails Billard type A 80D provenant du réseau de la Dordogne de la compagnie CFD, no 601à 605 et 607, 609, 611
- trois voitures voyageurs à bogies, provenant des Tramways de la Sarthe, numérotées B 39 à 41.
- quatre autorails Billard type A 80D provenant du Chemin de fer du Blanc-Argent en 1968 (no 31 & 32 et 311 & 312)
- un autorail et une remorque provenant du Réseau breton, n° X153 et RL 5
- environ 100 wagons de marchandises provenant du Réseau breton
- un fourgon numéroté Df 225 provenant du Réseau breton
- 4 wagons plats à traverses mobiles, provenant du Chemin de fer du Blanc-Argent, et numérotés 501-502 et 601-602

## Matériel et installations préservés
- Locomotive Mallet 020+020T 101 propriété de la FACS, en service sur les Voies ferrées du Velay  Classé MH (1987)[9] ;
- locomotive Mallet 020+020T 104 préservée par la SGVA, en attente de restauration à Boucieu-le-Roi ;
- BB 401 préservé par le Chemin de Fer de Bon-Repos, précédemment sur les CP. En attente de restauration ;
- BB 402 préservé en mauvais état, démotorisé et privé de ses bogies, sur le Chemin de fer du Vivarais ;
- autorail Verney X211 en service sur le Train du Bas-Berry ;
- autorail Verney X212 en service sur le Chemin de fer de la baie de Somme ;
- remorque Verney XR 701 en service sur le Train du Bas-Berry ;
- 3 voitures, B 39, B 40, et B 41 propriété de la FACS, en service sur le Train du Bas-Berry  Classé MH (1992)[10],[11],[12] ;
- voiture-salon AC2f 1, propriété de la FACS et préservée sur les Voies Ferrées du Velay  Classé MH (1993)[13] ;
- fourgon Dpf 51 sur le Train du Bas-Berry (à restaurer)  Classé MH (1993)[14] ;
- fourgon Df 225, propriété de la FACS, en service sur le Train du Bas-Berry  Classé MH (1992)[15] ;
- wagon tombereau I 232, préservé au MTVS  Classé MH (2002)[16] ;
- wagon couvert K 102 préservé au MTVS  Classé MH (1993)[17] ;
- plusieurs bâtiments voyageurs de gares ont été restaurés, comme ceux de Treignac, Affieux, Argentat, Laguenne, Saint-Clément Lagraulière, Seilhac, Uzerche ville, Saint-Jal, et Espartignac.

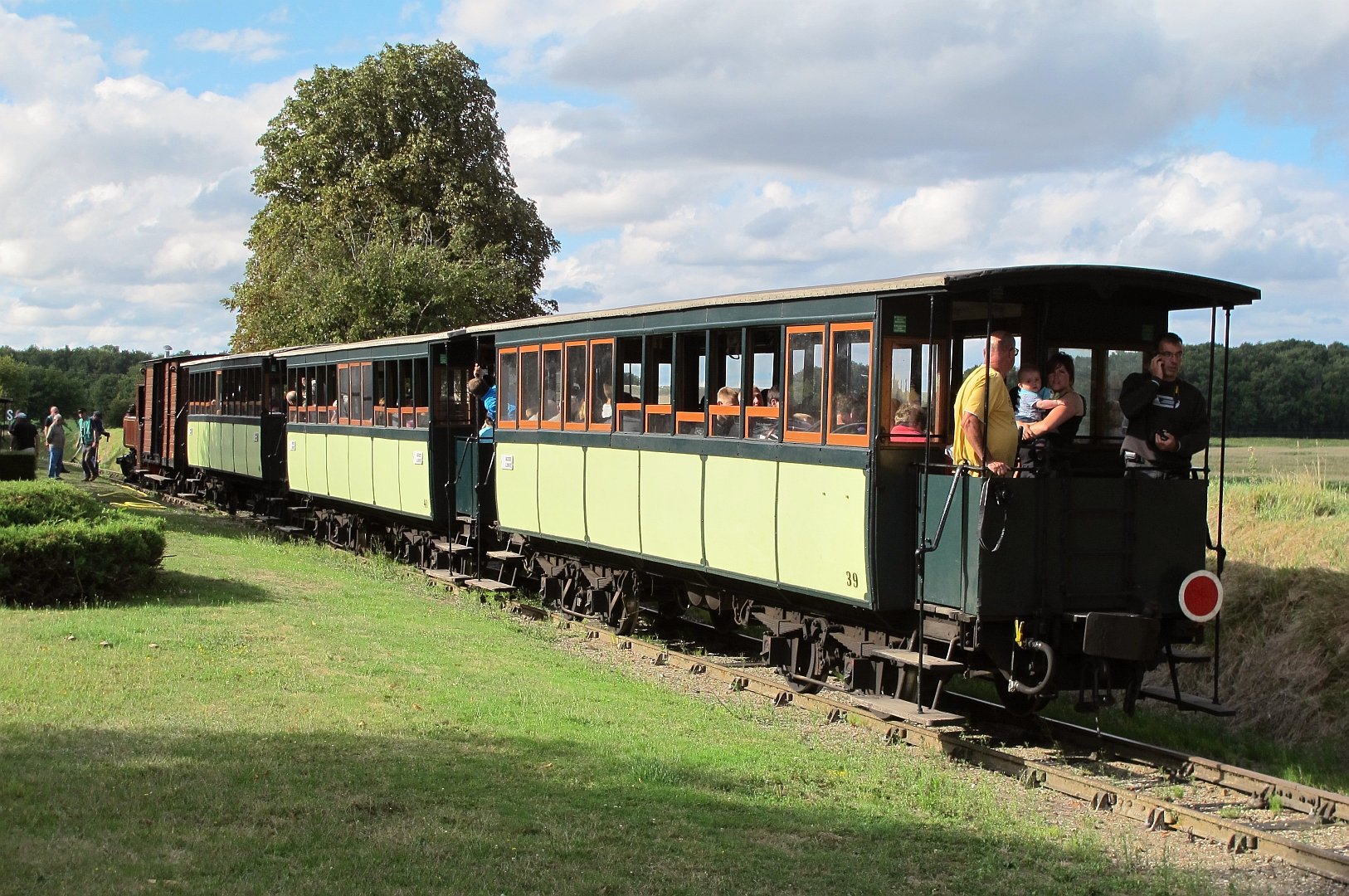
Les voitures B 39, B 40 et B 41, préservées sur le Train du Bas-Berry.
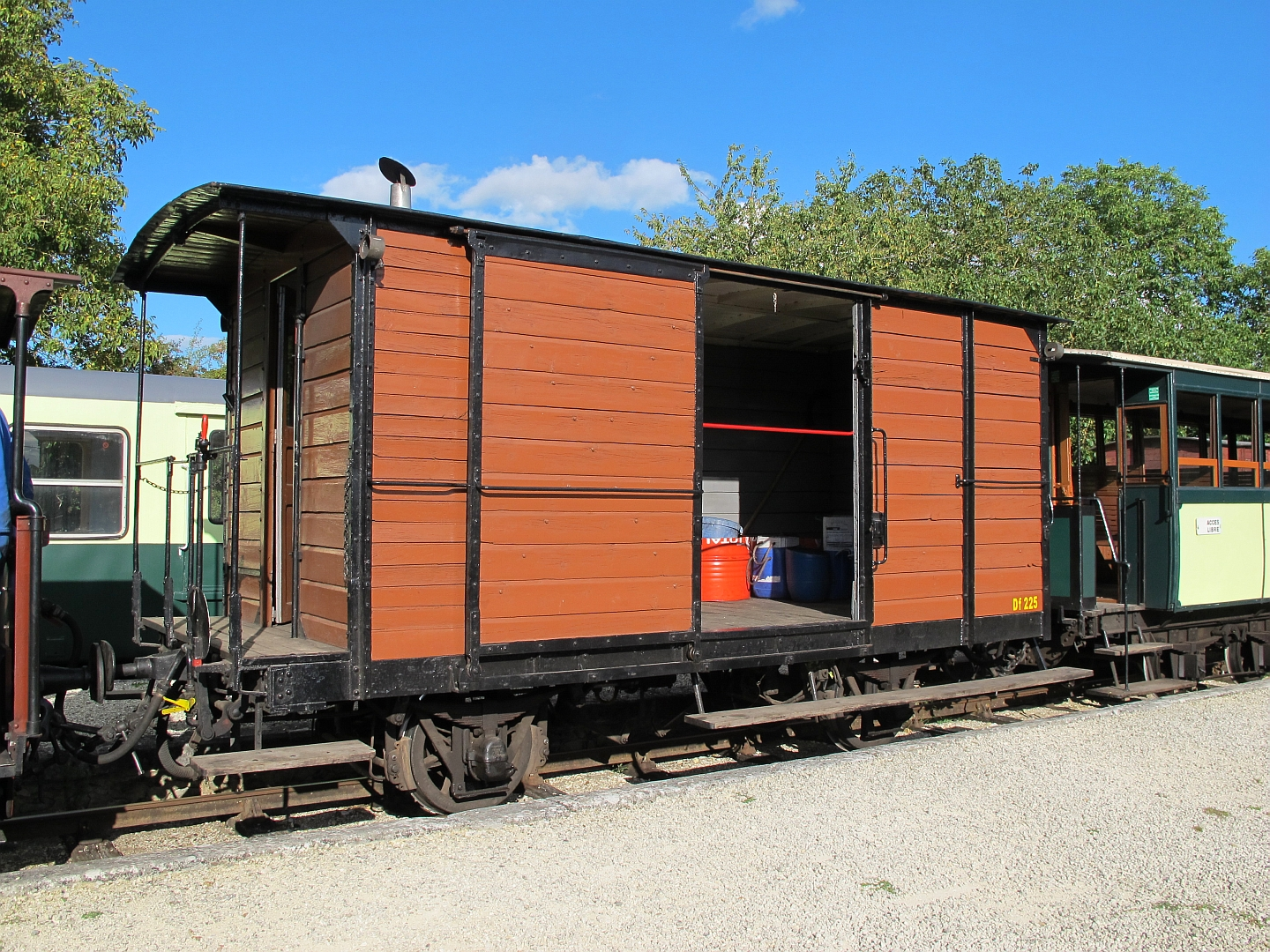
Le fourgon Df 225 sur le Train du Bas-Berry.
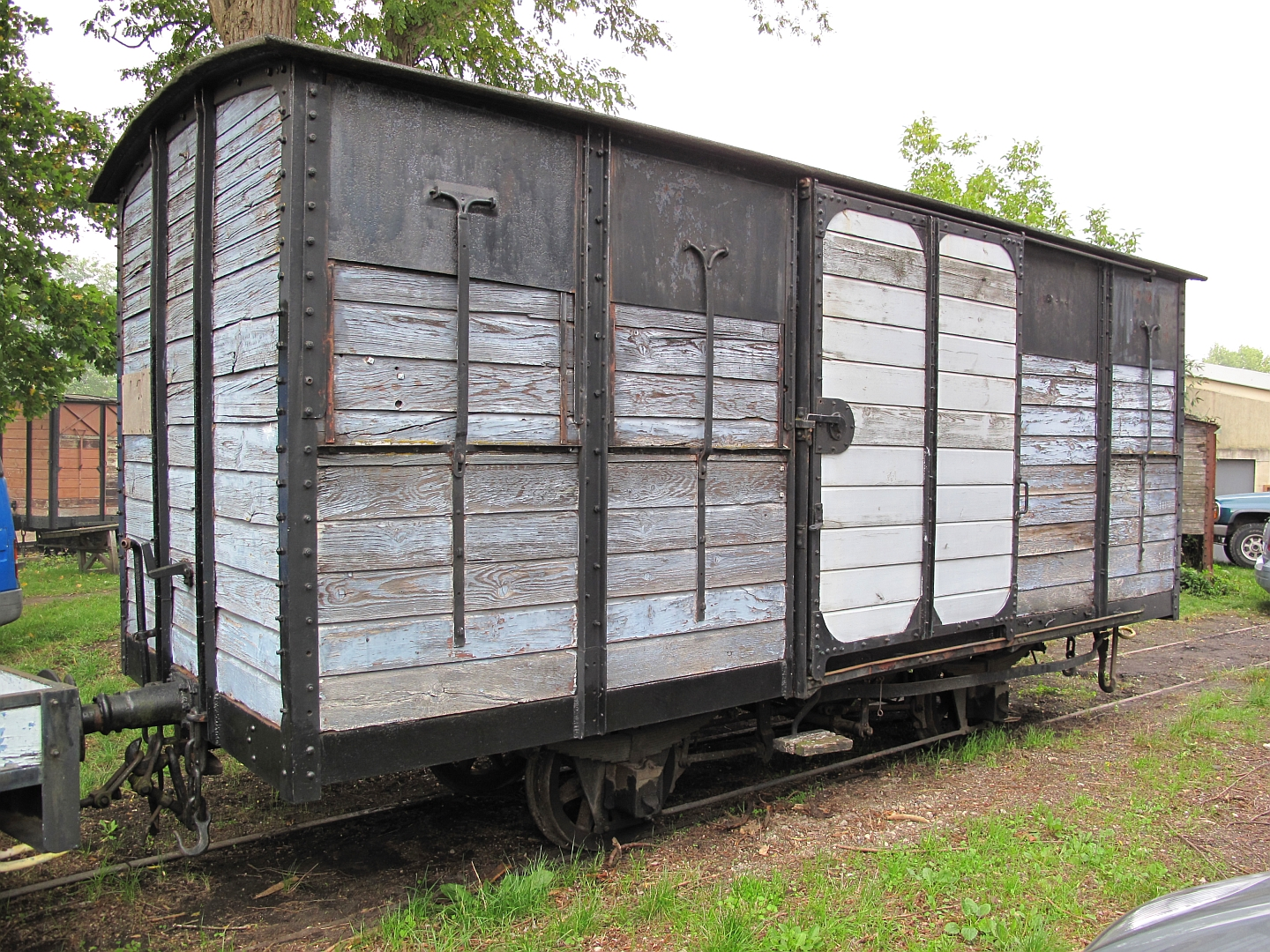
Wagon couvert K 102.
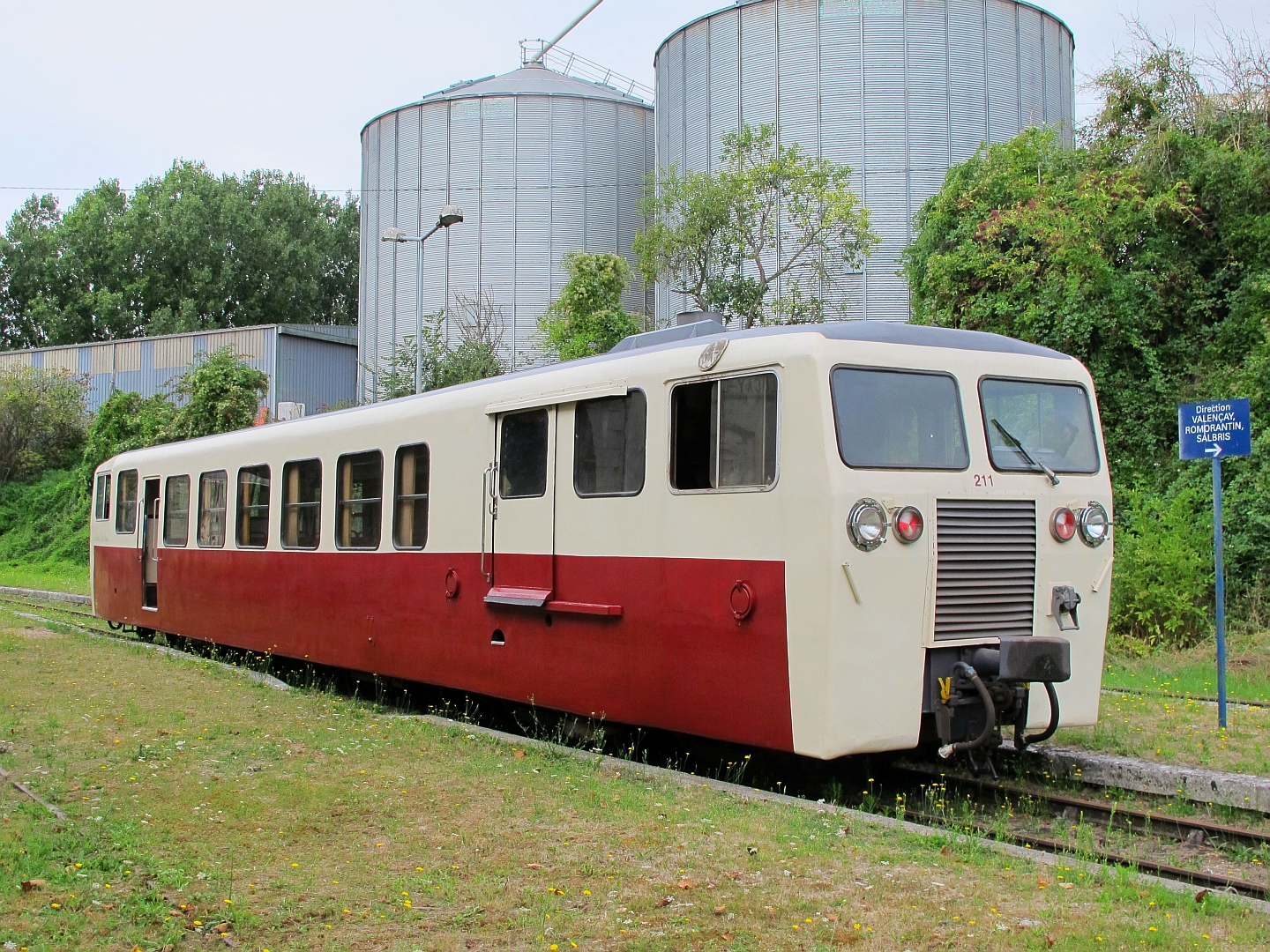
L'autorail Verney X 211 en service sur le Train du Bas-Berry.
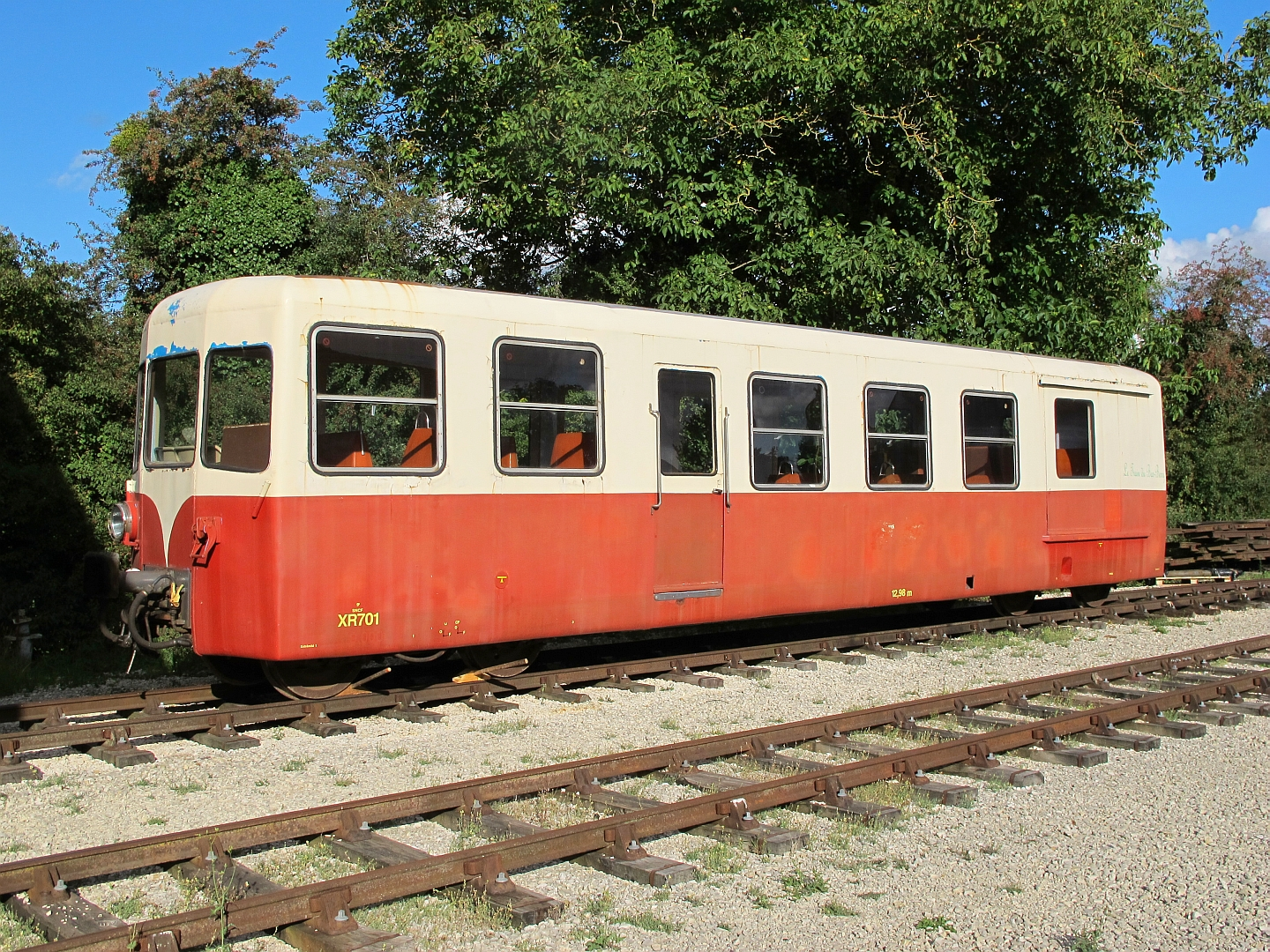
La remorque Verney XR 701 en service sur le Train du Bas-Berry.